# راکلند (ماساچوست)
راکلند(به انگلیسی: Rockland) شهرکی در شهرستان پلیموت ایالت ماساچوست می‌باشد که در سال ۱۸۷۴ بنیان‌گذاری شده‌است. این شهرک در سرشماری سال ۲۰۱۰ میلادی، ۱۷٬۴۸۹ نفر جمعیت داشته‌است.